# Yacc
Yacc es un programa para generar analizadores sintácticos. Las siglas del nombre significan Yet Another Compiler-Compiler, es decir, "Otro generador de compiladores más". Genera un analizador sintáctico (la parte de un compilador que comprueba que la estructura del código fuente se ajusta a la especificación sintáctica del lenguaje) basado en una gramática analítica escrita en una notación similar a la BNF. Yacc genera el código para el analizador sintáctico en el Lenguaje de programación C.
Fue desarrollado por Stephen C. Johnson en AT&T para el sistema operativo Unix. Después se escribieron programas compatibles, por ejemplo Berkeley Yacc, GNU bison, MKS yacc y Abraxas yacc (una versión actualizada de la versión original de AT&T que también es software libre como parte del proyecto de OpenSolaris de Sun). Cada una ofrece mejoras leves y características adicionales sobre el Yacc original, pero el concepto ha seguido siendo igual. Yacc también se ha reescrito para otros lenguajes, incluyendo Ratfor, EFL, ML, Ada, Java, y Limbo.
Puesto que el analizador sintáctico generado por Yacc requiere un analizador léxico, se utiliza a menudo conjuntamente con un generador de analizador léxico, en la mayoría de los casos lex o Flex, alternativa del software libre. El estándar de IEEE POSIX P1003.2 define la funcionalidad y los requisitos a Lex y Yacc.
La versión Yacc de AT&T se convirtió en software libre; el código fuente está disponible con las distribuciones estándares del Plan 9 y de OpenSolaris.